# Mama (bài hát của Spice Girls)
"Mama" là một bài hát của nhóm nhạc nữ Anh quốc Spice Girls nằm trong album phòng thu đầu tay của họ, Spice (1996). Tại hầu hết những quốc gia, nó được phát hành như là một đĩa đơn mặt-A đôi với "Who Do You Think You Are" và là đĩa đơn chính thức của Comic Relief năm 1997. Đây là đĩa đơn thứ ba trích từ album, phát hành ngày 3 tháng 3 năm 1997 bởi Virgin Records. "Mama" là một bản pop ballad và sử dụng nhiều loại nhạc cụ khác nhau như đàn phím, rhythm guitar, cello và vĩ cầm, với nội dung liên quan đến những khó khăn trong mối quan hệ giữa mẹ và con gái ở lứa tuổi thanh thanh niên.
Mặc dù nhận được những phản ứng trái chiều từ các nhà phê bình âm nhạc, đĩa đơn đã gặt hái những thành công to lớn về mặt thương mại. Nó trở thành đĩa đơn quán quân thứ tư liên tiếp của Spice Girls ở Vương quốc Anh, giúp họ trở thành nghệ sĩ đầu tiên trong lịch sử đạt được bốn đĩa đơn đầu tay đạt vị trí số một, một kỷ lục mà nhóm sẽ tiếp tục kéo dài đến đĩa đơn thứ sáu "Too Much". Trên thị trường quốc tế, đĩa đơn đạt vị trí quán quân ở Áo và Ireland, và lọt vào top 10 ở Bỉ, Đức, Hà Lan, New Zealand, Thụy Điển và Thụy Sĩ.
Video ca nhạc cho "Mama" được đạo diễn bởi Big TV!, trong đó Spice Girls trình diễn bài hát trước những khán giả là trẻ em và những người mẹ của các thành viên. Để quảng bá bài hát, nhóm đã trình diễn nó trên nhiều chương trình truyền hình và lễ trao giải khác nhau, bao gồm An Audience with..., Live & Kicking, Top of the Pops và Comic Relief năm 1997. Ngoài ra, "Mama" cũng xuất hiện trong tất cả các chuyến lưu diễn trong sự nghiệp của họ, bao gồm chuyến lưu diễn tái hợp The Return of the Spice Girls (2007-08).

## Danh sách bài hát
- Đĩa CD #1 tại Anh quốc / Đĩa CD #1 tại châu Âu

1. "Mama" (bản radio) – 3:40
2. "Who Do You Think You Are" (bản radio) – 3:44
3. "Baby Come Round" – 3:22
4. "Mama" (Biffco Mix) – 5:49

- Đĩa CD tại Đức

1. "Mama" (bản radio) – 3:40
2. "Mama" (bản album) – 5:03
3. "Who Do You Think You Are" (bản radio) – 3:44

## Xếp hạng
| Bảng xếp hạng (1997)               | Vị trí cao nhất |
| ---------------------------------- | --------------- |
| Úc (ARIA)                          | 13              |
| Áo (Ö3 Austria Top 40)             | 1               |
| Bỉ (Ultratop 50 Flanders)          | 10              |
| Bỉ (Ultratop 50 Wallonia)          | 7               |
| Châu Âu (European Hot 100 Singles) | 3               |
| Phần Lan (Suomen virallinen lista) | 15              |
| Pháp (SNEP)                        | 16              |
| Đức (Official German Charts)       | 4               |
| Ireland (IRMA)                     | 1               |
| Ý (Musica e dischi)                | 12              |
| Hà Lan (Dutch Top 40)              | 2               |
| Hà Lan (Single Top 100)            | 3               |
| New Zealand (Recorded Music NZ)    | 6               |
| Na Uy (VG-lista)                   | 12              |
| Scotland (OCC)                     | 1               |
| Thụy Điển (Sverigetopplistan)      | 5               |
| Thụy Sĩ (Schweizer Hitparade)      | 6               |
| Anh Quốc (OCC)                     | 1               |

| Bảng xếp hạng (1997)                       | Vị trí |
| ------------------------------------------ | ------ |
| Úc (ARIA)                                  | 95     |
| Áo (Ö3 Austria Top 40)                     | 21     |
| Bỉ (Ultratop 50 Flanders)                  | 46     |
| Bỉ (Ultratop 50 Wallonia)                  | 28     |
| Châu Âu (European Hot 100)                 | 22     |
| Đức (Official German Charts)               | 46     |
| Ý (FIMI)                                   | 94     |
| Hà Lan (Dutch Top 40)                      | 17     |
| Hà Lan (Single Top 100)                    | 30     |
| New Zealand (Recorded Music NZ)            | 44     |
| Thụy Điển (Sverigetopplistan)              | 33     |
| Thụy Sĩ (Schweizer Hitparade)              | 31     |
| Anh Quốc Singles (Official Charts Company) | 15     |

| Bảng xếp hạng (1990–99)              | Vị trí |
| ------------------------------------ | ------ |
| UK Singles (Official Charts Company) | 68     |

## Chứng nhận
| Quốc gia                                                                           | Chứng nhận | Số đơn vị/doanh số chứng nhận |
| ---------------------------------------------------------------------------------- | ---------- | ----------------------------- |
| Bỉ (BEA)                                                                           | Vàng       | 0*                            |
| Đức (BVMI)                                                                         | Vàng       | 0^                            |
| Hà Lan (NVPI)                                                                      | Vàng       | 50.000^                       |
| New Zealand (RMNZ)                                                                 | Vàng       | 5.000*                        |
| Thụy Điển (GLF)                                                                    | Vàng       | 15.000^                       |
| Anh Quốc (BPI)                                                                     | Bạch kim   | 732,000                       |
| * Chứng nhận dựa theo doanh số tiêu thụ. ^ Chứng nhận dựa theo doanh số nhập hàng. |            |                               |